# Martin Pollack
Martin Pollack (Bad Hall, 23 maggio 1944 – Vienna, 17 gennaio 2025) è stato uno scrittore e giornalista austriaco.

## Biografia
Figlio illegittimo di Gerhard Bast, un comandante austriaco degli Einsatzgruppen SS che conoscerà appena e di cui rifiuterà il cognome, crebbe con il patrigno Hans Pollack, grafico e pittore.
Durante gli anni scolastici, Pollack fece una pratica da falegname per poi passare a studiare slavistica e storia dell'Europa orientale nelle Università di Vienna, Varsavia e in svariati atenei della Jugoslavia, operando parallelamente come traduttore e giornalista.
Nel 1987 Pollack collaborò in veste di redattore alla rivista tedesca Der Spiegel facendo tra l'altro da corrispondente a Vienna e Varsavia negli anni successivi al crollo del Muro di Berlino. Nello stesso periodo iniziò a pubblicare saggi e traduzioni di testi letterari polacchi, per poi diventare dal 1998 libero autore e traduttore. In particolare tradusse dal polacco al tedesco molte opere di Ryszard Kapuściński.
La prosa di Pollack è contraddistinta da uno stile asciutto, documentarista, volto a narrare i fatti con precisione ma senza il ricorso ad opinioni personali: caratteristica che si rispecchia nelle sue opere, che si incentrano principalmente sulla riscoperta di avvenimenti storici dell'Europa centrale e orientale, recenti ma caduti nell'oblio. Ha affrontato più volte delicati temi autobiografici legati alla propria storia familiare, a cominciare dalla drammatica indagine sulla carriera militare e la morte violenta del padre biologico, nel volume Der Tote im Bunker del 2004 (Il morto nel bunker).
Martin Pollack visse dividendosi  tra Vienna e Stegersbach, una cittadina del Burgenland meridionale.

## Opere
- Nach Galizien. Von Chassiden, Huzulen, Polen u. Ruthenern. Eine imaginäre Reise durch die verschwundene Welt Ostgaliziens und der Bukowina, Edition Christian Brandstätter, Wien, 1984. Nuova edizione:
  -  Galizia. Viaggio nel cuore scomparso della Mitteleuropa (Galizien. Eine Reise durch die verschwundene Welt Ostgalizien und der Bukowina, 2001), traduzione di F. Cremonesi, Rovereto, Keller, 2017, ISBN 978-88-999-1103-4.
- Des Lebens Lauf. Jüdische Familienbilder aus Zwischeneuropa, Christian Brandstätter Verlagsgesellschaft, Wien 1987, ISBN 3-85447-198-X.
- Das reiche Land der armen Leute. Literarische Wanderungen durch Galizien, curatela assieme a Karl-Markus Gauß, Jugend und Volk, 1992; nuova ediz., Wieser, Klagenfurt 2007, ISBN 978-3-85129-661-7.
- Assassino del padre. Il caso del fotografo Philipp Halsmann (Anklage Vatermord. Der Fall Philipp Halsmann, 2002), traduzione di Luca Vitali, Collana Varianti, Torino, Bollati Boringhieri, 2009, ISBN 978-88-339-1952-2.
- Il morto nel bunker. Inchiesta su mio padre (Der Tote im Bunker. Bericht über meinen Vater, 2004), traduzione di Luca Vitali, Collana Varianti, Torino, Bollati Boringhieri, 2007, ISBN 978-88-339-1748-1. - Collana Razione K, Rovereto, Keller, 2018, ISBN 978-88-999-1138-6.
- Sarmatische Landschaften. Nachrichten aus Litauen, Belarus, der Ukraine, Polen und Deutschland, curatela, S. Fischer, Frankfurt am Main 2005, ISBN 3-10-062303-7.
- Von Minsk nach Manhattan. Polnische Reportagen, curatela, Zsolnay, Wien 2006 (tradotto da Martin Pollack, Joanna Manc, Renate Schmidgall) ISBN 3-552-05371-9, pp.268.
- Warum wurden die Stanislaws erschossen? Reportagen, Zsolnay, Wien 2008, ISBN 978-3-552-05432-5, pp.229.
- scritto di Martin Pollack: Mythos Czernowitz. Eine Stadt im Spiegel ihrer Nationalitäten, in : Ariane Afsari (a cura di): Potsdamer Bibliothek östliches Europa – Geschichte. Deutsches Kulturforum östliches Europa, Potsdam 2008, ISBN 978-3-936168-25-9, pp.263.
- L'Imperatore d'America. La grande fuga dalla Galizia (Kaiser von Amerika. Die große Flucht aus Galizien, 2010), traduzione di Enrico Arosio, Collana Razione K, Rovereto, Keller, 2022, ISBN 979-12-5952-096-8.
- In Your Face. Bilder aus unserer jüngeren Geschichte, con un saggio di Martin Pollack e fotografie di Chris Niedenthal, fotoTAPETA, Warschau/Berlin 2011, ISBN 978-3-940524-13-3.
- Die Wolfsjäger. Drei polnische Duette, (Zusammen mit Christoph Ransmayr), S. Fischer Verlag, Frankfurt am Main 2011, ISBN 978-3-10-062950-0.
- Paesaggi contaminati. Per una nuova mappa della memoria in Europa (Kontaminierte Landschaften, 2014), traduzione di Melissa Maggioni, Collana Razione K, Rovereto, Keller, 2016, ISBN 978-88-897-6785-6.
- Topografia della memoria (Topografie der Erinnerung, 2016), traduzione di Melissa Maggioni, Collana Razione K, Rovereto, Keller, 2021, ISBN 978-88-999-1176-8.
- Postfazione a Władysław Reymont: Die Empörung, Westhafen Verlag, Frankfurt am Main 2017, ISBN 978-3-942836-12-8.
- Die Frau ohne Grab: Bericht über meine Tante, Zsolnay, Wien 2019, ISBN 978-3-552-05951-1.